# Van-Mai Cao-Lormeau
Van-Mai Cao-Lormeau est une chercheuse virologue française née en 1975 à Hambourg (Allemagne). Elle dirige le Laboratoire de recherche sur les Infections Virales Émergentes (LIV) de l’Institut Louis Malardé (ILM) à Papeete, en Polynésie française. Spécialiste reconnue des virus du chikungunya, de la dengue, du Zika, elle est à l'origine de nombreux projets de recherche portant sur la surveillance, l'épidémiologie, l'épidémiologie moléculaire, la pathogénie et la prévalence des arbovirus,,. Elle milite également pour une plus grande représentation des populations du Pacifique dans les études médicales et surtout de génétique humaine. Depuis 2019, selon le Web of Science group, elle fait partie des chercheuses et chercheurs français les plus influents à l’échelle internationale.

## Biographie
Van-Mai Cao-Lormeau est née en 1975. Elle grandit en Polynésie française où sa famille emménage depuis Paris lorsqu'elle a sept ans, après un shooting effectué par son père, alors photographe de mode.
Elle commence ses études à l’université de la Polynésie française, puis elle poursuit à l'université de Bordeaux et à l'université Paris-Diderot. Elle retourne à Tahiti pour passer un doctorat en biologie des organismes sur le virus de la dengue et moustiques vecteurs à l’Institut Louis Malardé à Papeete en 2006.
Ses travaux s'articulent autour du virus de la dengue, du Zika et autres arbovirus émergents. Elle a notamment introduit l'utilisation de gouttes de sang séchées (DBS (en)) sur papier buvard, pour permettre le transport d’échantillons de sang à température ambiante et améliorer le dépistage de la dengue et des arbovirus émergents dans les îles éloignées. Pendant près de 10 ans, son équipe a utilisé cette méthode pour identifier les virus de la dengue, du chikungunya et du Zika au bénéfice de 18 pays et territoires du Pacifique.
En 2013, elle a contribué à décrire avec son équipe et ses partenaires en Polynésie française (Direction de la Santé, Centre hospitalier de la Polynésie française), la plus grande épidémie de Zika jamais enregistrée à cette époque, deux ans avant son expansion en Amérique latine,,. Trois ans plus tard, en collaboration étroite avec l'Institut Pasteur et d’autres partenaires, elle contribue à décrire pour la première fois l’existence d’un lien entre l'infection par le virus Zika et le syndrome de Guillain-Barré, enrichissant ainsi la compréhension des complications liées au virus,,,.
Par la suite, des recherches menées en Polynésie française et aux îles Fidji, en partenariat avec la London School of Hygiene and Tropical Medicine et le ministère de la Santé fidjien, permettront de démontrer pour la première fois la diminution rapide des anticorps neutralisants du virus Zika.
Depuis 2019, elle a élargi les domaines de recherche de son laboratoire pour adopter une approche plus globale du risque pathologique pour la population de Polynésie française, notamment dans le cadre d’un projet de recherche multidisciplinaire appelé MATAEA.
Durant la pandémie de COVID-19, son équipe a été en première ligne dans la gestion de crise, notamment en instaurant un protocole novateur de surveillance du COVID-19 chez les voyageurs entrant en Polynésie française. Ce protocole reposait sur la remise de kits d'auto-prélèvement et la réalisation de tests RT-PCR en groupage d’échantillons, démontrant ainsi une capacité d’approche proactive et innovante dans la lutte contre la pandémie,,. Son laboratoire a ensuite mis en place et poursuit le dépistage des variants et la surveillance génomique du SARS-CoV-2.
Grâce à sa collaboration étroite avec les scientifiques, chercheurs et professionnels de la santé du Pacifique, ainsi qu'avec ses partenaires internationaux, elle s'efforce de favoriser une plus grande inclusion des populations insulaires du Pacifique dans le domaine de la recherche.
Selon la société Clarivate Analytics, Van-Mai Cao-Lormeau fait partie des chercheuses et chercheurs les plus influents en 2019, 2020, 2021 et 2022. L'étude utilise comme référentiel le nombre de leurs publications cités par leurs pairs,.

## Publications
Van-Mai Cao-Lormeau est l'auteure ou co-auteure de plus de 80 publications dans des revues internationales de renom, notamment le Lancet, Nature, Nature Immunology, Lancet Infectious Diseases, Emerging Infectious Diseases, et bien d'autres.

## Distinctions

### Décoration
- Chevalier de l'ordre national du mérite en 2023 (décret du 2 juin 2023)[26].